# Manlio Bacigalupo
Manlio Bacigalupo (Vado Ligure, 5 settembre 1907 – Genova, 1º dicembre 1977) è stato un allenatore di calcio e calciatore italiano.

## Carriera
Manlio faceva parte di una lunga stirpe di fratelli calciatori. Un fratello, Valerio, giocherà in Serie A con il "Grande Torino" di Valentino Mazzola ed affronterà pure il fratello maggiore. La famiglia era di Vado Ligure e nella squadra locale tutti e sette i fratelli cominciarono a muovere i primi passi sul campo. Avevano anche quattro sorelle.
Nel corso della sua carriera ha difeso la porta di sette squadre, ottenendo buoni risultati. Inizia l'attività nel Vado, squadra del suo paese, per poi passare alle serie maggiori. 
Ha esordito in Divisione Nazionale nella stagione 1926-27 con la maglia dell'Andrea Doria di Genova. Nella stagione successiva passò al Torino, anche perché svolgeva il servizio militare in quella città. Fu protagonista del primo scudetto della squadra granata, contribuendovi con 10 presenze in sostituzione del portiere titolare Vincenzo Bosia.
Trasferito al Genova 1893 nella stagione 1929-30, difese la porta genoana per quattro stagioni, per passare poi in prestito in Serie B alla Sampierdarenese e nella stagione successiva tornare al Genoa, nel frattempo retrocesso, per contribuire al ritorno in Serie A. In rossoblù giocò fino alla stagione 1936-37, anno in cui il Genova 1893 vinse la sua prima Coppa Italia.

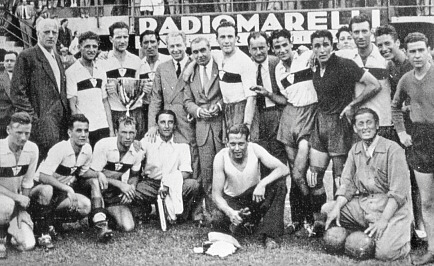
Il Genoa a Firenze con la Coppa Italia; il portiere sulla destra è Manlio Bacigalupo

Passato al Venezia, disputò un campionato di serie B e due di Serie A, vincendo un'altra Coppa Italia, anche qui la prima per questa società, e giocando con Valentino Mazzola ed Ezio Loik, che successivamente avrebbero giocato nel Grande Torino con suo fratello Valerio Bacigalupo.
Nella stagione 1941-42 si trasferì all'Entella in qualità di giocatore/allenatore, ma disputò poche partite a causa di problemi fisici.

Chiuse la carriera da calciatore nel Genova, in Serie A, nella stagione 1942-43.
Successivamente intraprese la carriera da allenatore, a partire proprio dal Genoa nell'anno 1950-51.
Anche da allenatore ebbe alcuni successi: un campionato di Serie C nel 1965-66 sulla panchina del Savona e un campionato di Serie D guidando la Cremonese.

## Palmarès

### Giocatore

#### Club

##### Competizioni nazionali
- Serie B: 2

Sampierdarenese: 1933-1934
Genova 1893: 1934-1935
- Campionato italiano: 1

Torino: 1927-1928
- Coppa Italia: 2

Genova 1893: 1936-1937
Venezia: 1940-1941

### Allenatore

#### Club

##### Competizioni nazionali
- Serie C: 1

Savona: 1965-1966
- Serie D: 1

Cremonese: 1967-1968